# Richard Hoggart
Richard Herbert Hoggart (ur. 24 września 1918 w Leeds, zm. 10 kwietnia 2014 w Londynie) – brytyjski literaturoznawca, kulturoznawca i socjolog (szczególnie zainteresowany brytyjską kulturą popularną). Akademik i osoba publiczna. 

## Życiorys
Richard Hoggart, z wykształcenia historyk i teoretyk literatury, znawca Wystana Hugh Audena, kształcił się w Cockburn High School i na Uniwersytecie w Leeds (studiując anglistykę). Podczas Drugiej wojny światowej służył w Artylerii Królewskiej. W latach 1946–1959 nauczał na Uniwersytecie w Hull, w roku 1956/1957 przebywał w Stanach Zjednoczonych wykładając literaturę na Uniwersytecie w Rochester a w latach 1959–1962 był starszym wykładowcą literatury angielskiej na Uniwersytecie w Leicester. Pracując (w latach 1962–1973) jako profesor literatury angielskiej założył w roku 1964 na Uniwersytecie w Birmingham Ośrodek Współczesnych Badań nad Kulturą (Centre for Contemporary Cultural Studies) - znany też jako (kulturoznawcza) szkoła Birmingham - i był jego dyrektorem do 1973 roku. Z tego względu uznawany jest za jednego z „ojców założycieli” współczesnych studiów kulturowych (w języku angielskim określa się je jako cultural studies - terminem, który ukuł Hoggart). Hoggart nie był profesjonalnym socjologiem. Do socjologii i studiów kulturowych doprowadziły go prawdopodobnie zainteresowania pedagogiczne. W latach 1971–1975 był zastępcą dyrektora generalnego UNESCO. W latach 1976–1984 związany był z Goldsmiths College na Uniwersytecie w Londynie skąd przeszedł na emeryturę. W uznaniu zasług Richarda Hoggarta główny budynek Goldsmiths College nazwano jego imieniem. 
Hoggart był członkiem rozlicznych organizacji i komitetów publicznych zajmujących się pracą nad młodzieżą, audycjami młodzieżowymi, oświatowymi programami radiowymi i innych - m.in.: Albermarle Committee on Youth Services, Pilkington Committee on Broadcasting, Arts Council of Great Britain, Statesman and Nation Publishing Company Ltd. Był też przewodniczącym: Rady Doradczej d.s. Kształcenia Ustawicznego (Advisory Council for Adult and Continuing Education), Broadcasting Research Unit a także zarządcą Królewskiego Teatru Szekspirowskiego (Royal Shakespeare Theatre).
Miał dwóch synów (Simon i Paul) i córkę (Nicola). Simon Hoggart jest dziennikarzem politycznym, a Paul Hoggart krytykiem telewizyjnym.

## Poglądy i publikacje
Jego najczęściej cytowana praca to The Uses of Literacy z 1957 roku. Ma ona kluczowe znaczenie dla badań kultury popularnej w Anglii - stała się ważnym głosem w dyskusji nad wartością kształtujących się form tej kultury. Ujęciem i oceną kultury popularnej przedstawioną w tej publikacji Hoggart wpisuje się w nurt intelektualnych krytyków tego zjawiska powszechny, w połowie lat 50., na obu kontynentach (prezentuje jednak przy tym swoiste wyraźnie społeczne i pedagogiczne nastawienie). Mimo czasowo-przestrzennych ograniczeń formułowanych generalizacji (do rejonu Anglii) jego spostrzeżenia można odnieść do wszystkich rozwiniętych krajów kapitalistycznych. Hoggart napisał tę książkę, gdy prowadził kursy dla dorosłych na Uniwersytecie w Hull. Czerpał przy tym ze swych doświadczeń wychowanka sierocińców w robotniczych dzielnicach Leeds: Chapeltown i Hunslet. Po części stanowi ona autobiografię i była interpetowana jako swego rodzaju rozżalenie spowodowane utratą autentyczności w kulturze popularnej i jako krytyka kultury masowej narzuconej przez przemysł kulturalny. W książce tej Hoggart usiłuje ukazać jak autentyczna, tradycyjna i ściśle powiązana społeczność klasy robotniczej ulega rozkładowi w ramach postępującej ekspansji kultury masowej i amerykanizacji. Pokazuje jak dawna, kultura robotnicza wywodząca się z dawniejszej, jeszcze chłopskiej i wiejskiej tradycji (folkloru wiejskiego), choć może niewyszukana i prostacka, wypierana jest przez, jego zdaniem, znacznie szkodliwszą kulturę masową. Książka składa się z dwóch części. Pierwsza stanowi opis dawnego ładu życia klasy robotniczej: silnej rodziny, rodziców i sąsiadów; podziału świata na „nas” i na „nich”; troską o to, co konkretne i preferencją tego co bezpośrednie, aktualne i przyjemne. Pisząc o tym wszystkim Hoggart czerpał m.in. z doświadczeń własnego dzieciństwa i młodości przeżytych w środowisku robotniczym. Druga część przedstawia obraz kształtującej się kultury masowej. Hoggart skupia się na skutkach oddziaływania wielkonakładowej literatury publikowanej w pierwszej połowie XX w., podważa wartość popularnych magazynów i powieści przepełnionych przemocą i seksem. Krytykuje dziennikarzy za uproszczenia czy za skupianie się na personaliach. Wskazuje na manipulacyjny i eksploatacyjny wpływ filmów hollywoodzkich, „barów mlecznych” i muzyki z szaf grających czy komercyjnych piosenek popularnych. Zdaniem Hoggarta robotnicy zatracają tożsamość, swoje korzenie i własną kulturę zatapiając się w nowo powstających formach kultury masowej. Richard Hoggart podobnie więc jak George Orwell, w obliczu ekspansji kultury masowej i konsumpcjonizmu pragnął zachować społeczność i struktury życia tradycyjnej klasy robotniczej. Kulturze robotniczej tak jak i wiejskiej kulturze ludowej przypisywał organiczną harmonię, prawdziwe wzory społecznej integracji, podzielanie autentycznych wartości czy autonomię czasu wolnego. Starał się jednak aby przy tym nie popaść w idealizację właściwą różnego typu ludomańskim utopiom XIX w. Angielski tytuł pracy The Uses of Literacy, oznaczający dosłownie różnorodne użytki czynione z umiejętności czytania i pisania lub szerzej - oświaty (w pracy tej szkoła, obok kultury masowej, jest jedną z dróg przekształcania tradycyjnej kultury robotniczej) jest trudny do przetłumaczenia na język polski. Dlatego tłumaczenie jego pracy na język polski ukazało się w 1976 roku pod tytułem Spojrzenie na kulturę robotniczą w Anglii. 
Chęć kontynuacji swoistej metody sformułowanej przez Hoggarta w pracy The Uses of Literacy była jednym z motywów założenia Centre for Contemporary Cultural Studies (szkoły Birmingham). 
W pracy The Way We Live Now z 1995 roku wyraża żal z powodu upadku autorytetu moralności, który, jak twierdzi, dostarczała kiedyś religia. Hoggart zaatakował współczesne szkolnictwo za jego nacisk na „zawodowy” i „kulturalny relatywizm” i tendencje do skupiania się na tym co popularne i krzykliwe.

## Tłumaczenia prac na język polski
Spojrzenie na kulturę robotniczą w Anglii, tłum. Aleksandra Ambros, przedmowa Antonina Kłoskowska, Warszawa 1976, PIW, seria Biblioteka Myśli Współczesnej (The Uses of Literacy. Aspects of Working-class Life with Special Reference to Publications and Entertainments, 1957)